# Федеральна служба з нагляду у сфері транспорту
Федеральна служба з нагляду у сфері транспорту (рос. Федеральная служба по надзору в сфере транспорта, Ространснагляд) — агентство Уряду Росії. Штаб-квартира агентства знаходиться в Москві. Воно було утворене у 2004 році в результаті урядових реформ, які передали наглядові функції з кількох агентств до нового.
Станом на 2013 рік керівником агентства був Олександр Касьянов. Ространснагляд здійснює нагляд та контроль за кількома аспектами транспортної мережі Росії.
Ространснагляд має кілька підрозділів залежно від виду транспорту:
- Госжелдорнадзор (залізничний транспорт)
- Госавтодорнадзор (автомобільний транспорт)
- Госморречнадзор (морський та річковий транспорт)
- Госавіанадзор (авіаційний транспорт)
- Транспортна безпека